# Паромай (село)
Паромай — упразднённое село в Охинском районе Сахалинской области. На момент упразднения входило в состав Сабинского сельсовета. Исключено из учётных данных не ранее 2004 года. 

## География
Располагалось на северо-востоке области, у бывшей станции Паромай узкоколейной железной дороги на линии Оха — Ноглики, севернее реки Паромай, на расстоянии приблизительно в 61 км (по прямой) к юго-востоку от села Тунгор.

## История
Возникло как посёлок при железнодорожной станции. 
Постановлением Администрации Сахалинской области от 17.06.2004 № 84-па станция Паромай преобразована в село.

## Население
| 2002 |
| ---- |
| 0    |